# Eisenbahnmuseum Warschau

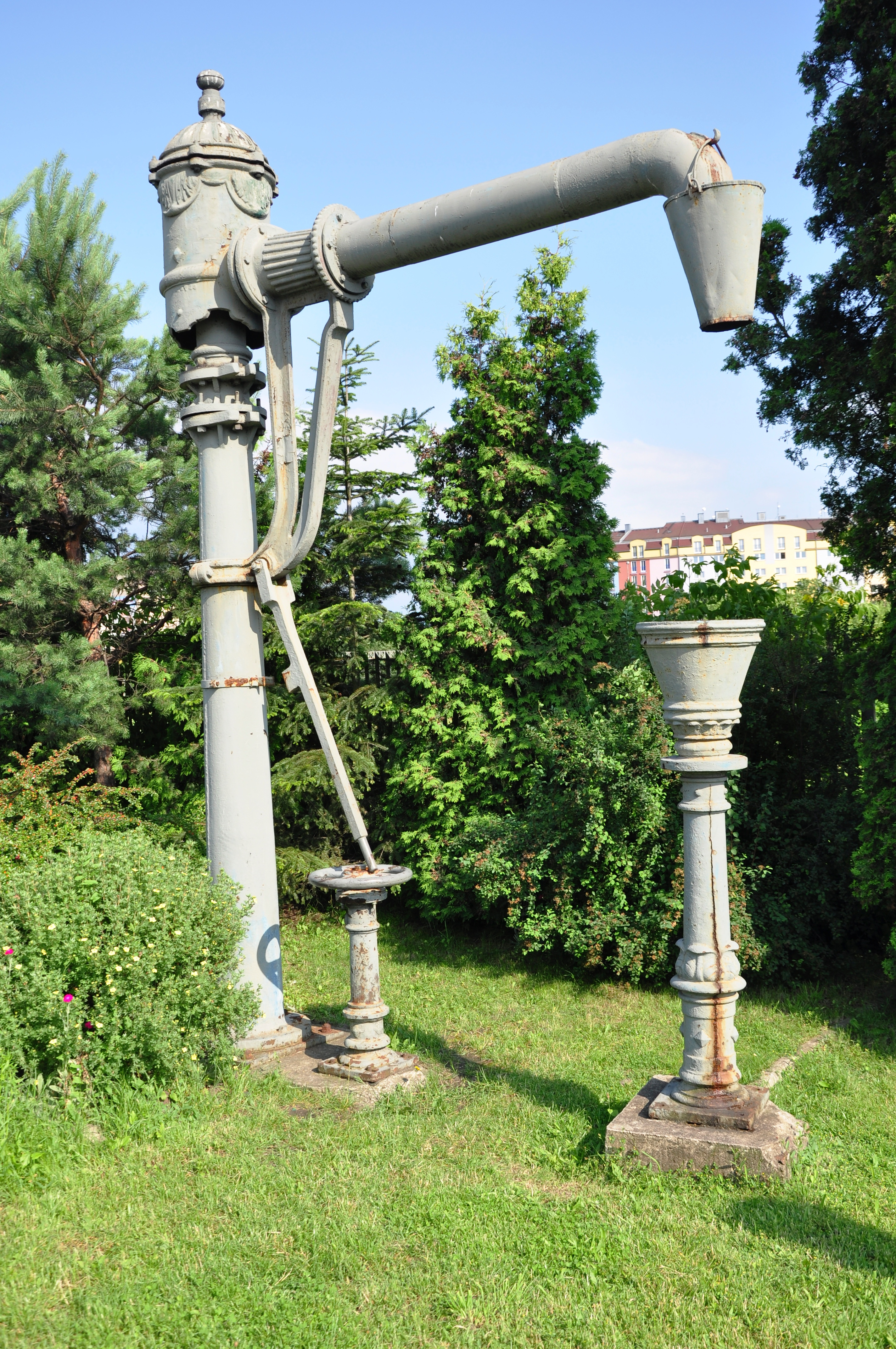
Wasserkran im Außenbereich des Warschauer Eisenbahnmuseums in Warszawa Główna

Das Eisenbahnmuseum in Warschau (Muzeum Kolejnictwa w Warszawie) ist in dem stillgelegten Bahnhof Warszawa Główna in der Nähe des Stadtzentrums von Warschau untergebracht.

## Geschichte
Das Museum wurde 1931 auf einer Fläche von 900 Quadratmetern in der Straße Nowy Zjazd eröffnet. Zunächst bestand die Sammlung nur aus Modellen, Eisenbahn-Kleinteilen, Fotos und Literatur. Nach dem Zweiten Weltkrieg wurden die Exponate zunächst nach Pilawa, später nach Bytom verlegt. 1972 konnte das Museum an seinen Standort in der Towarowa einziehen. 
1995 wurde es aus der Struktur der PKP ausgegliedert und dem polnischen Verkehrsministerium unterstellt. Im Rahmen der Kommunalreform 1998 wurde das Museum der Stadtverwaltung Warschau zugeordnet.
2009 wurden Innenräume sowie der Außenbereich des Museums grundlegend renoviert. Das Museum war ab dem 21. März 2016 geschlossen. Inzwischen ist es unter der Bezeichnung Stacja Muzeum wieder geöffnet, die ausgestellten Lokomotiven wurden auf Gleise nahe dem Museum umgesetzt. Pläne für eine Verlegung in den weiter westlich gelegenen Stadtteil Odolany wurden 2018 aufgegeben.

## Ausstellung

### Innenbereich
Das Museum verfügt über einen 800 Quadratmeter großen Innenbereich mit zwei großen Ausstellungshallen, in denen die Geschichte der polnischen Eisenbahn ab 1845 nachgezeichnet wird. Angegliedert ist eine umfangreiche Fachbibliothek.

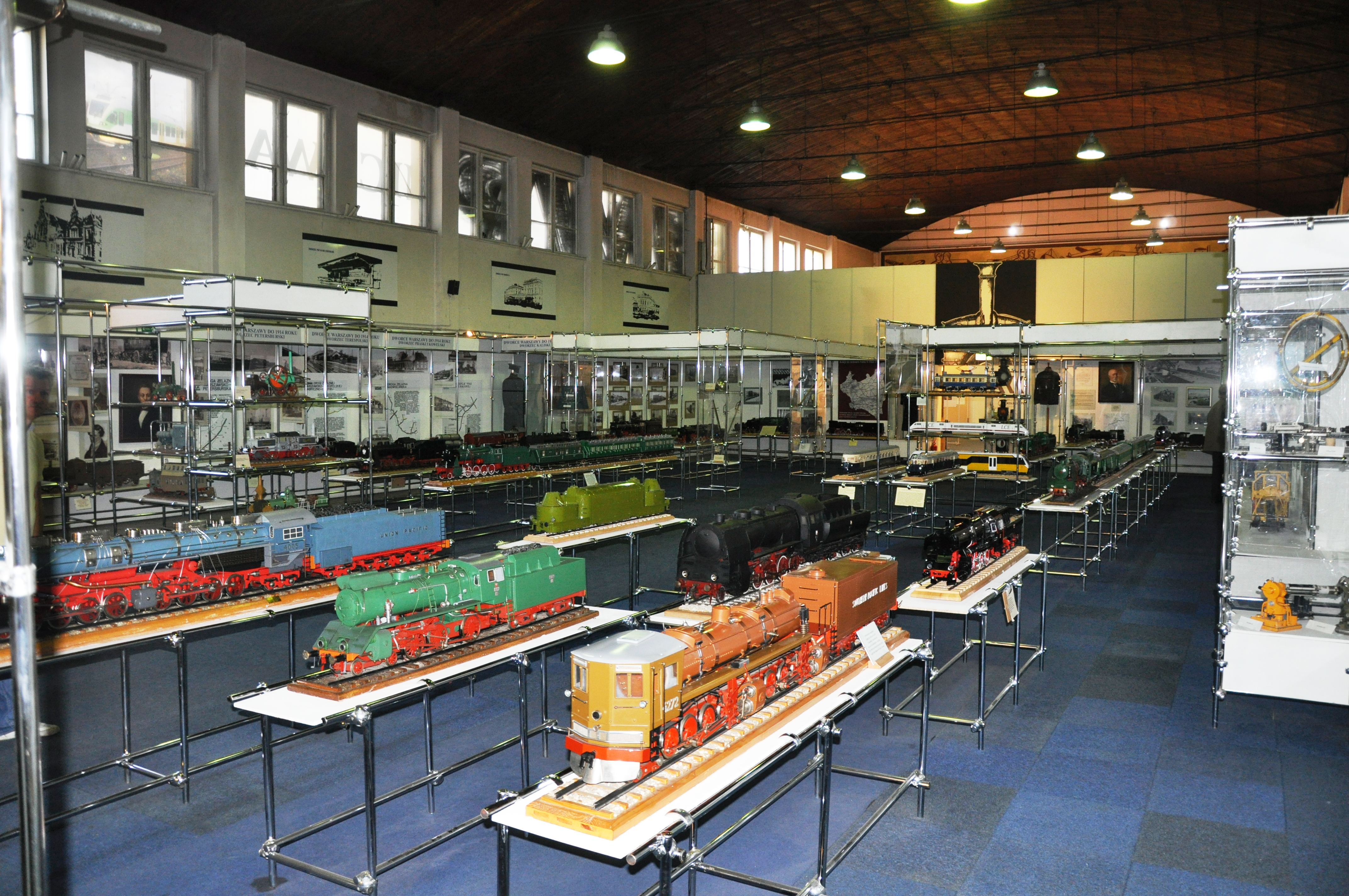
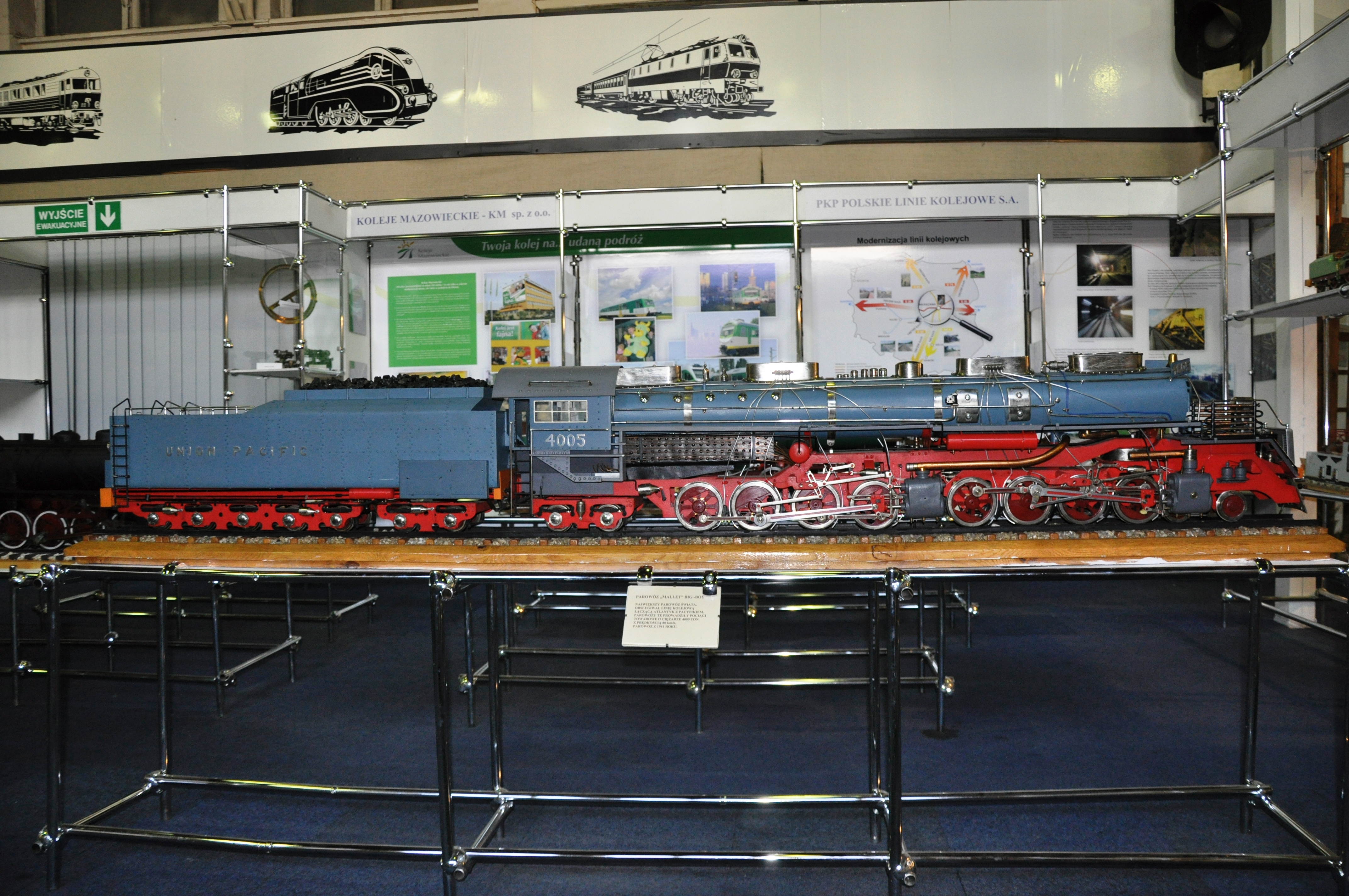
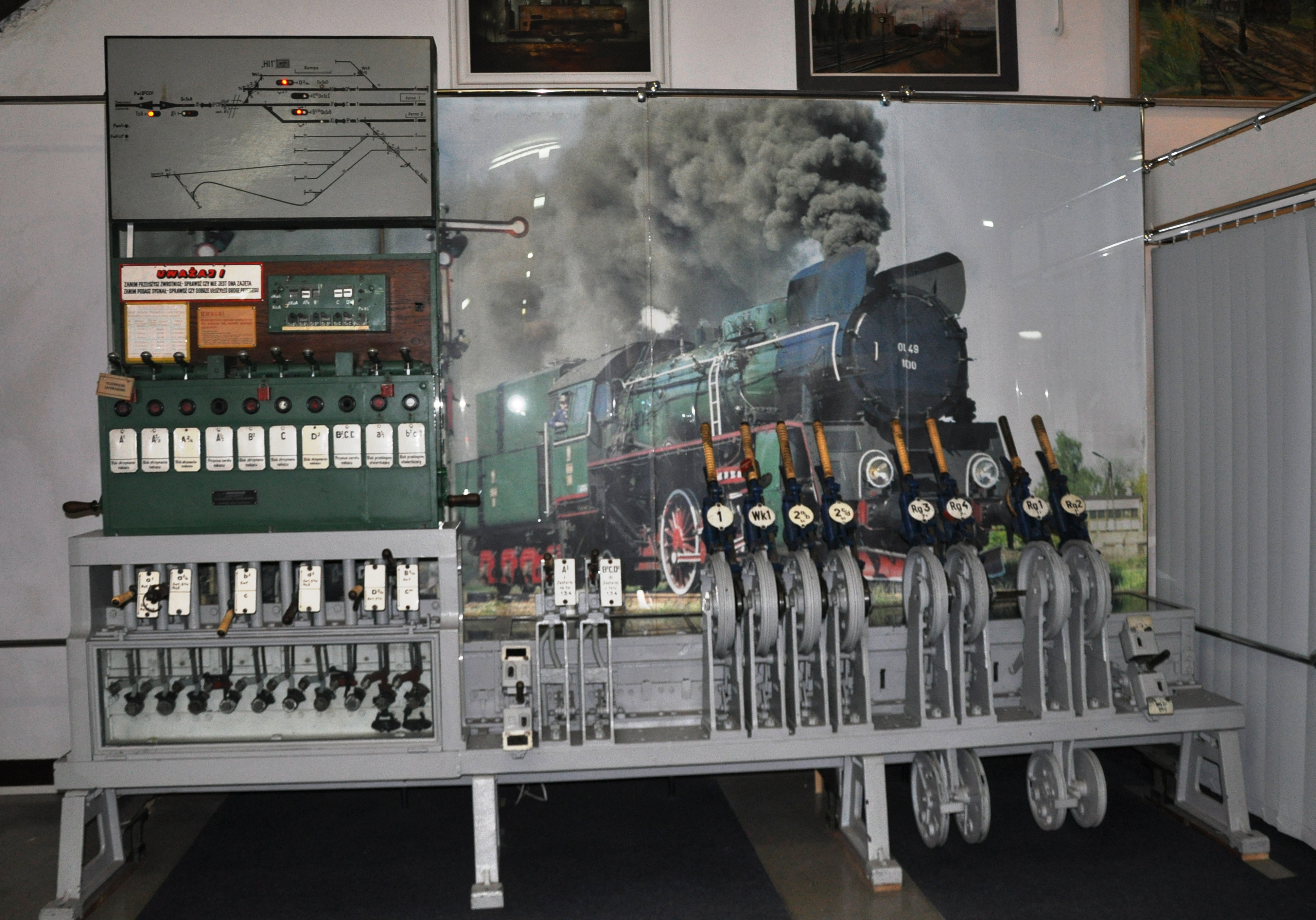

### Außenbereich
Im Außenbereich werden historische Lokomotiven auf den noch vorhandenen Schienen des ehemaligen Bahnhofs gezeigt. Aufgrund der wechselhaften Geschichte Polens finden sich hier viele Fahrzeuge aus deutscher Produktion. Zu den wichtigsten Ausstellungsstücken gehören ein Wehrmachts-Panzerzug (bestehend aus einem Panzer-Triebwagen 16/WR 550 D 14 und einem Gefechtswagen) von 1943 und der Salonwagen des ehemaligen polnischen Staatspräsidenten und ZK-Generalsekretärs Bolesław Bierut. Weltweite Einzelstücke sind unter anderem die Borsig-Stromlinienlokomotive der DR-Baureihe 03.10 aus dem Jahr 1940, die 1905 bei BMAG gebaute und 1967 in Polen ausgemusterte Schlepptender-Personenzuglokomotive der Bauart Preußische P 6 und die 1923 von Linke Hofmann Lauchhammer gebaute Güterzuglokomotive der Bauart Preußische G 8.2.
Die Sammlung umfasst folgende Lokomotiventypen (polnische Bezeichnung):
- OKi1-28 (1904)
- Oi1-29 (1905)
- TKi3-119 (1913)
- OKo1-3 (1920)
- TKh1-13 (1920)
- Tr6-39 (1923)
- Os24-10 (1926)
- OKa1-1 (1931)
- OKl27-26 (1931)
- TKbb Nr. 10282 (1934)
- Tkl100-16 (1934)
- Pm2-34 (1936)
- TKz-211 (1938)
- Pm3-3 (1940)
- PzTrWg16 (1942)
- TKp-4147 (1942)
- Ty2-572 (1943)
- TKc100-1 (1893)
- Tr203-451 (1945)
- Ryś 1541 (1946)
- Ty42-120 (1946)
- Pt47-104 (1947)
- Ty43-17 (1947)
- TKt48-36 (1951)
- EP02-02 (1954)
- EU20-24 (1957)
- Ty51-228 (1958)
- ET21-66 (1960)
- SM25-002 (1962)
- SM15-17 (1965)
- ST44-001 (1965)
- SM41-190 (1966)

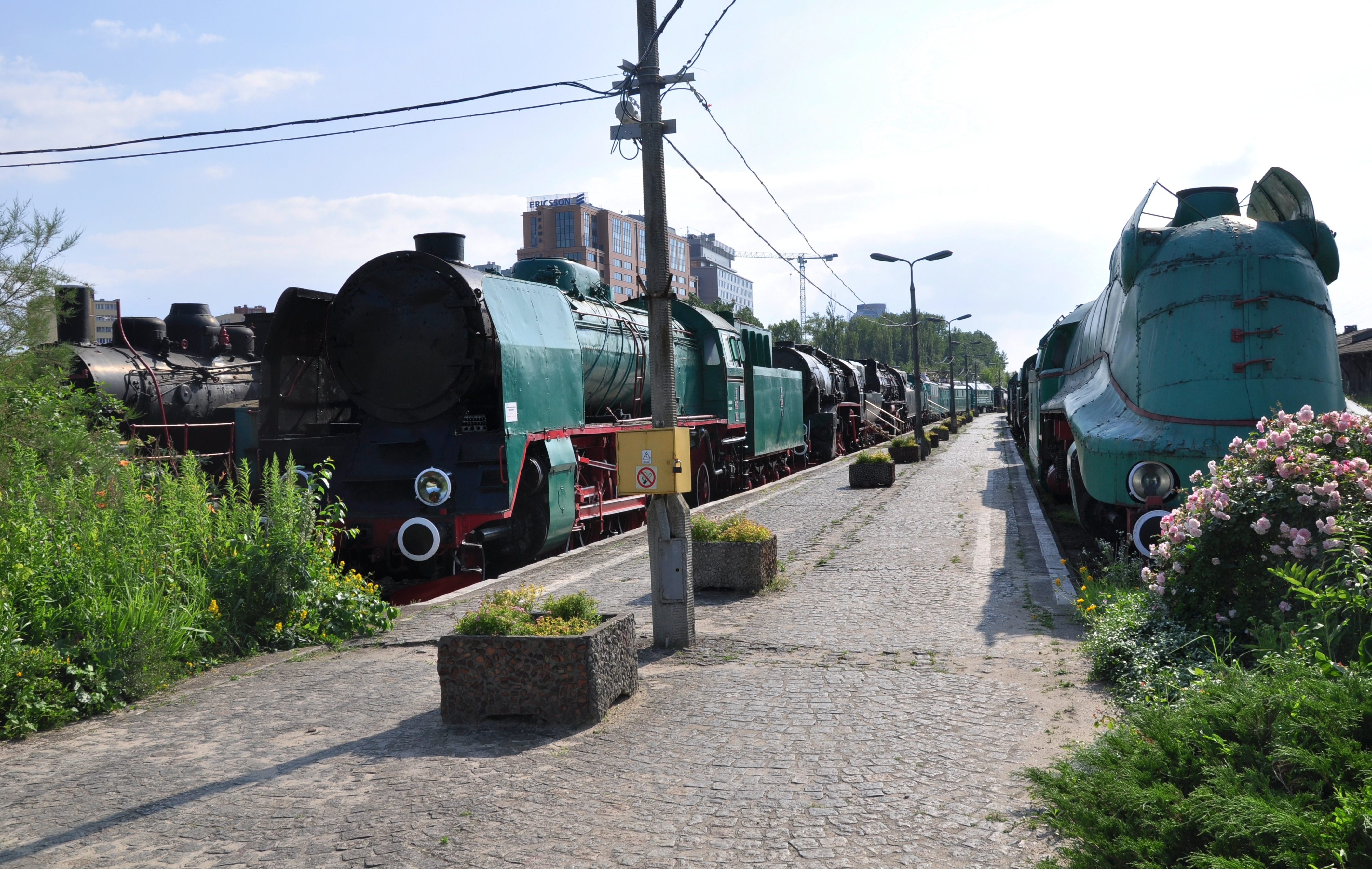
BMAG-Lokomotive der Baureihe 03.10 von 1940
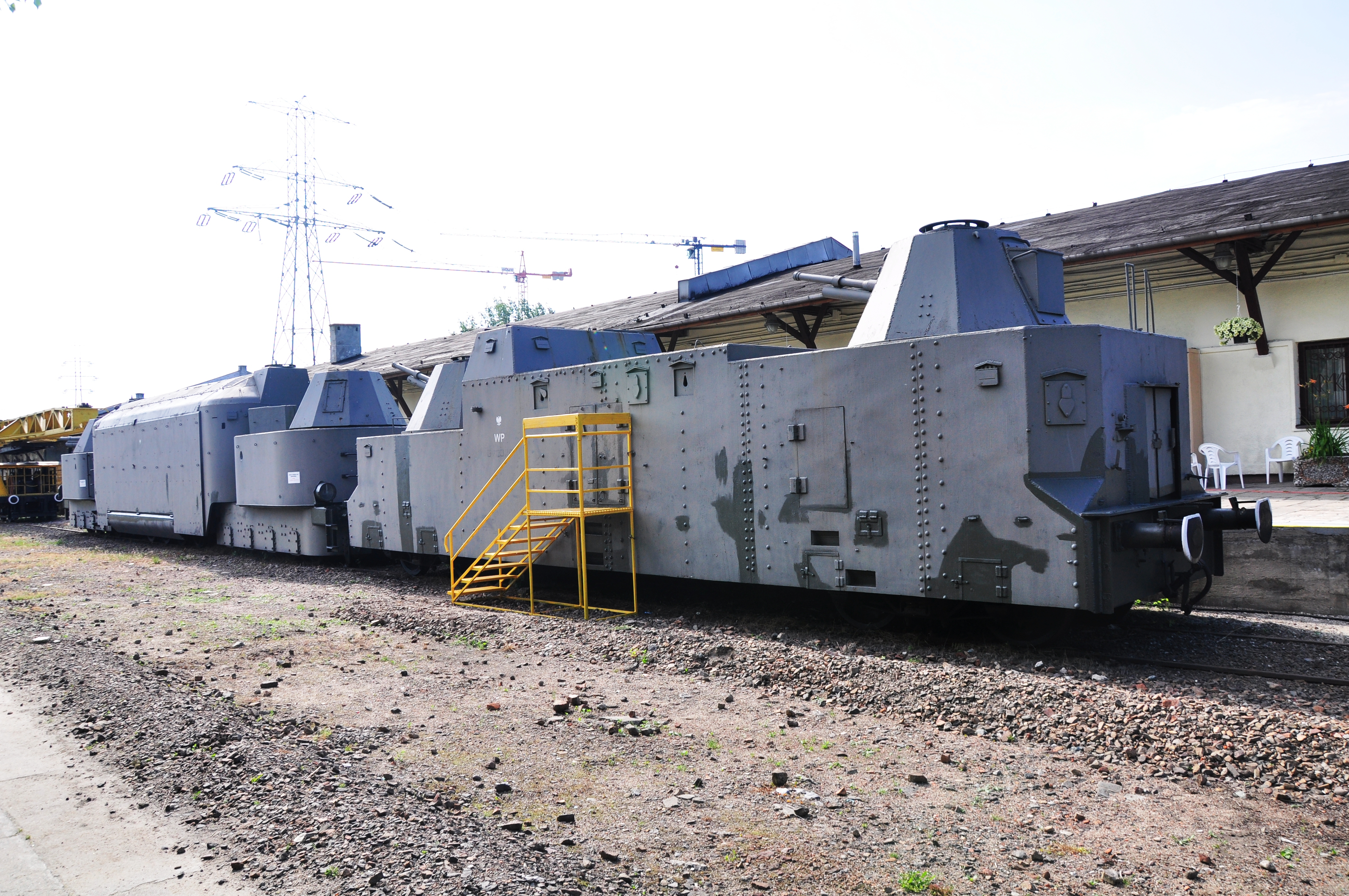
Panzertriebwagen 16 mit Gefechtswagen
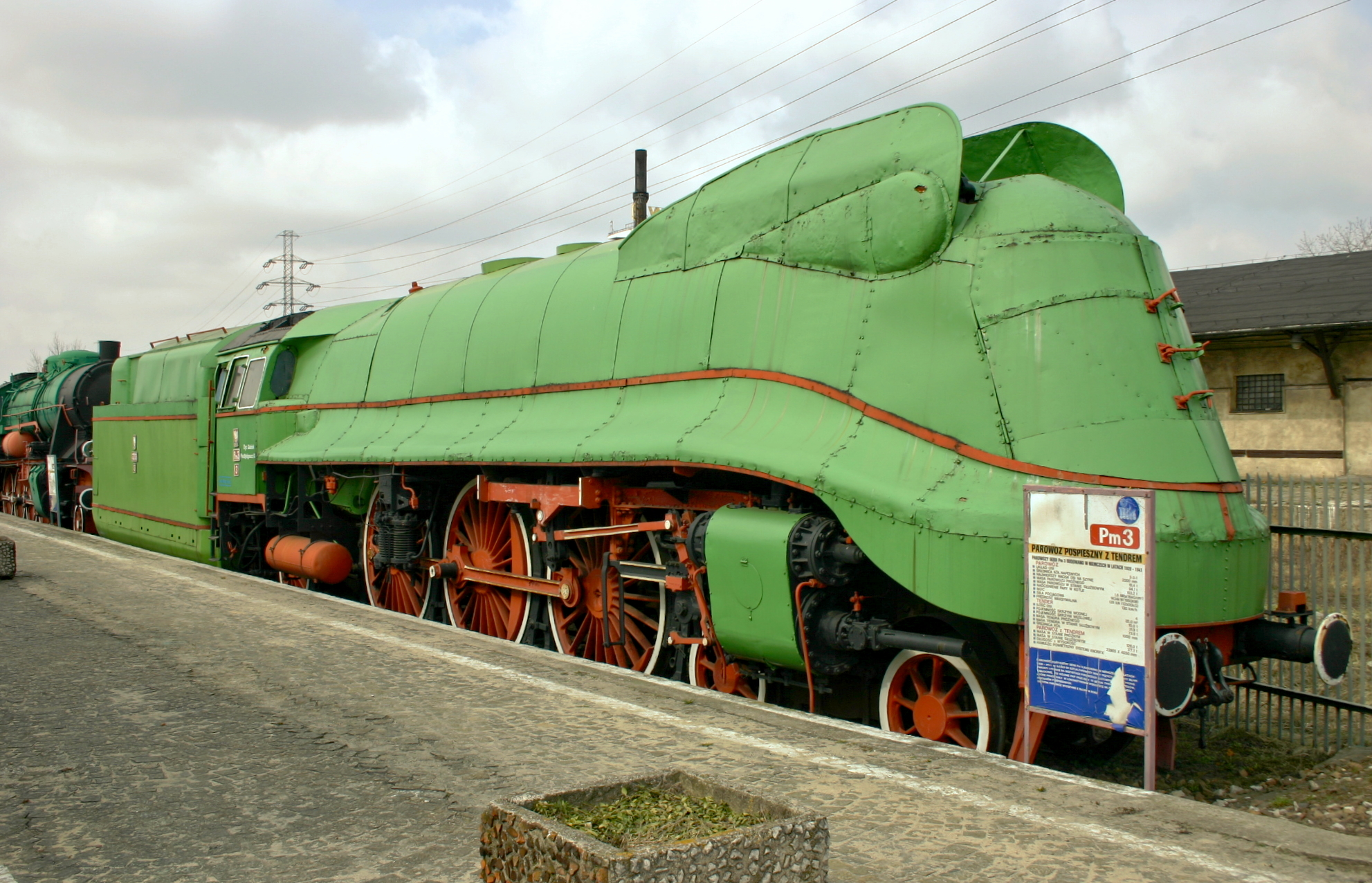
Borsig-Stromlinienlok von 1940